# Матагорда (окръг, Тексас)
Окръг Матагорда (на английски: Matagorda County) е окръг в щата Тексас, Съединени американски щати. Площта му е 4175 km², а населението - 37 957 души (2000). Административен център е град Бей Сити.